# Alexander Linnemann

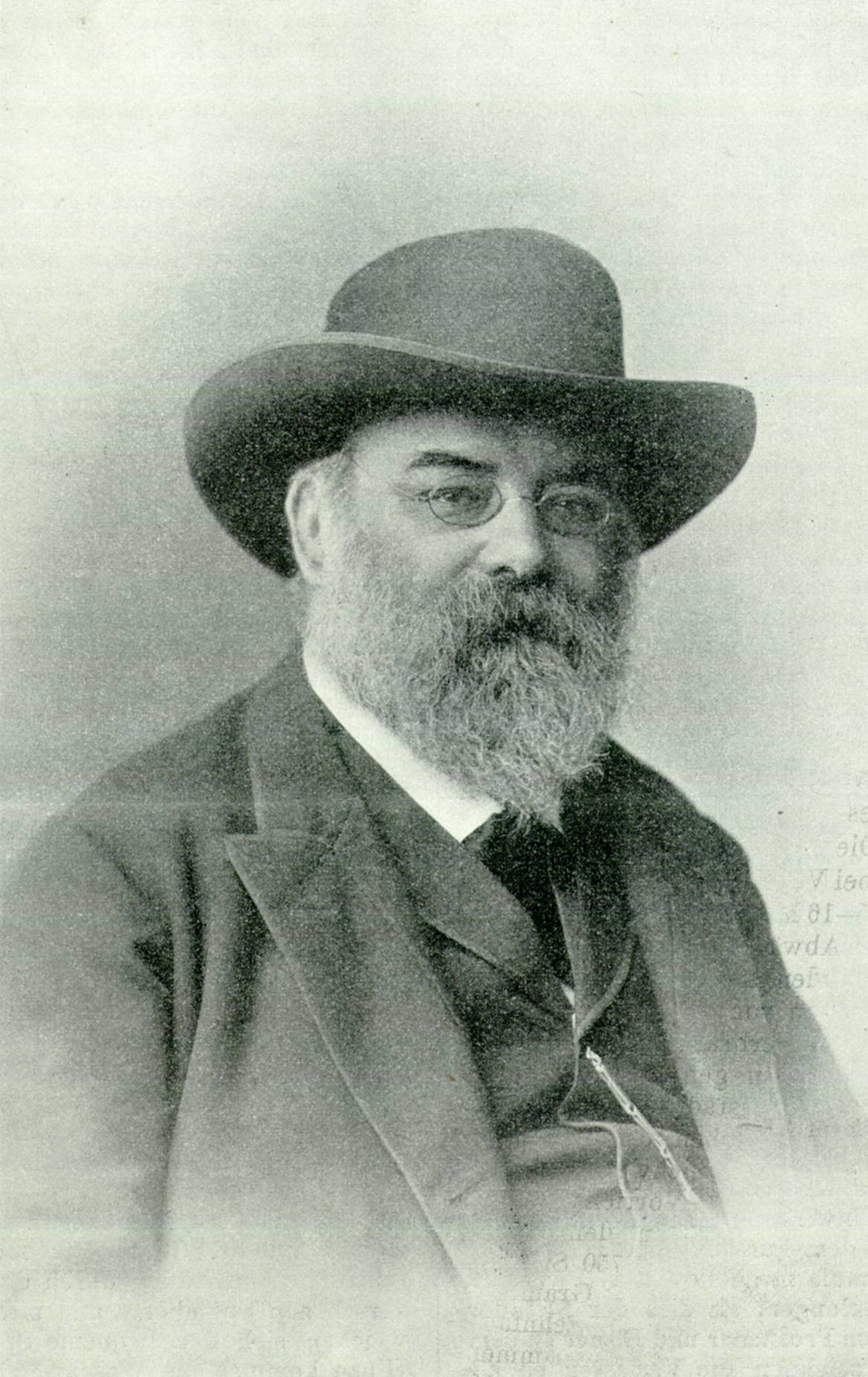
Alexander Linnemann

Alexander Linnemann (* 14. Juli 1839 in Frankfurt am Main; † 22. September 1902 ebenda) war ein deutscher Architekt, Glasmaler und Kunstgewerbler.

## Leben

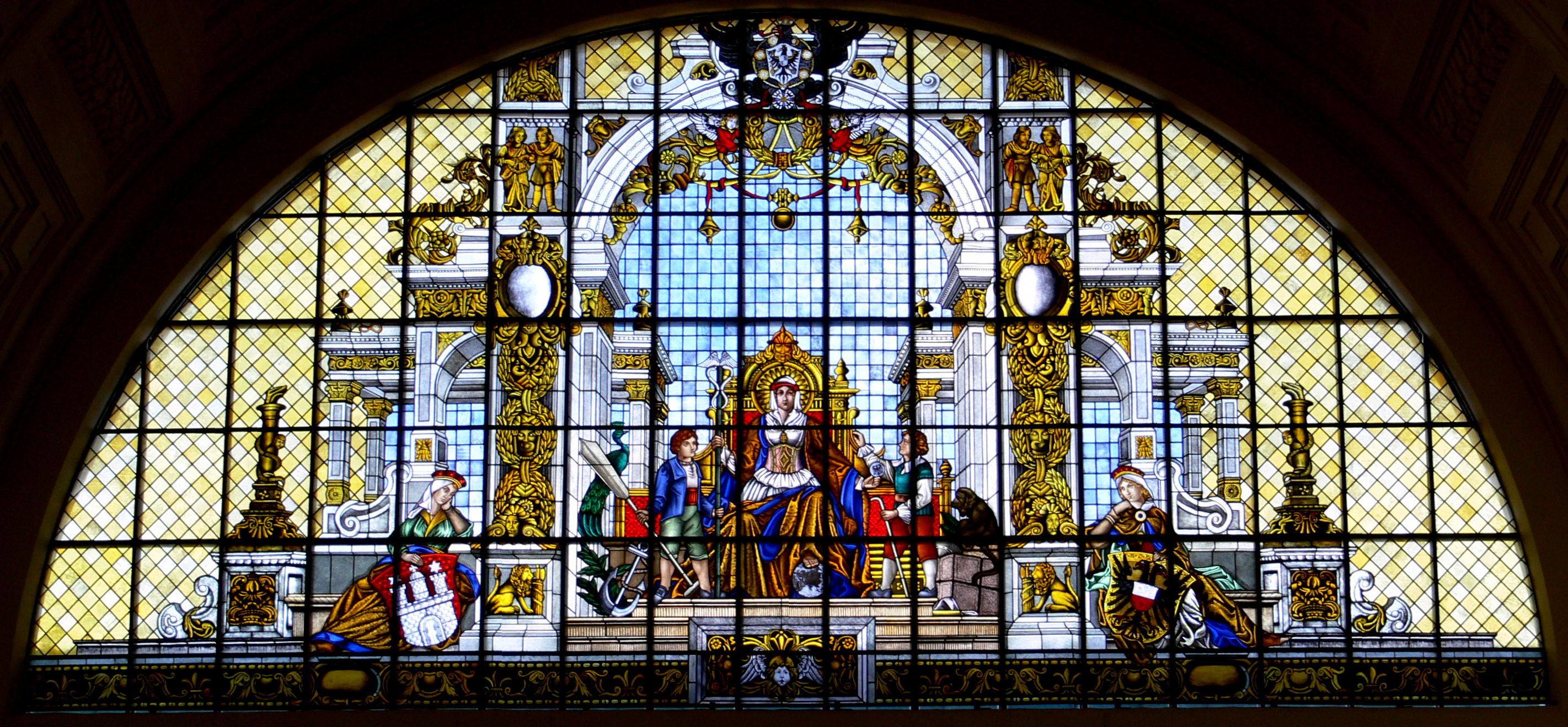
Eines der vier großen Glasfenster von Alexander Linnemann in der zentralen Wartehalle des Reichsgerichtsgebäudes Leipzig

Linnemann studierte zunächst für ein Jahr Kunstwissenschaften an der Universität Gießen, anschließend Architektur an der Bauakademie in Berlin. Nach dem Studium arbeitete er mehrere Jahre in Dresden, u. a. an der Restaurierung der Albrechtsburg in Meißen. 1866 gründete er ein Architekturbüro in Mainz; dort wirkte er an der Restaurierung des Domes mit.
1872 kehrte er nach Frankfurt zurück und betrieb hier bis 1877 ein Architekturbüro. Neben verschiedenen eigenen Aufträgen ist seine Mitarbeit am Neubau der Börse (1878, Architekten: Rudolf Heinrich Burnitz und Oskar Sommer) hervorzuheben.
Ab 1878 wandte er sich unter dem Einfluss seiner Freunde Eduard Jakob von Steinle und Peter Becker der Glasmalerei zu. 1880 erhielt er gemeinsam mit Steinle den Auftrag zur Innengestaltung des nach einem Brand wiederaufgebauten Frankfurter Domes.
Linnemann schuf Malereien für mehr als 100 Kirchen und Profanbauten. Viele seiner Werke gingen durch die Zerstörungen im Bombenkrieg verloren, u. a. die zwischen 1873 und 1906 durch Steinle und Linnemann gestalteten Fenster der Katharinenkirche in Frankfurt.
Linnemann starb am 22. September 1902 in Frankfurt. Sein Grab befindet sich auf dem Hauptfriedhof.
Seine beiden Söhne Otto Linnemann und Rudolf Linnemann führten das Werk ihres Vaters fort.

## Werk
Glasmalerei
- Leipzig, Reichsgerichtsgebäude, 1895
- Mühlhausen/Thüringen, Divi-Blasii-Kirche, 1900
- Saarbrücken, Die Glasmalereien des Festsaales im Rathaus St. Johann
- Bad Homburg vor der Höhe, Erlöserkirche, 1908 (Otto und Rudolf Linnemann)
- Frankfurt am Main, Dom St. Bartholomäus
- Friedberg (Hessen), Stadtkirche Unserer Lieben Frau, 1899–1901 (Alexander Linnemann) – 1918 (Otto Linnemann)
- Halle an der Saale, Stiftskirche St. Maria Magdalena (Hallesches Heiltum), Moritzburg
- Konstanz, 1886, Münster, Gebhard-Kapelle, zusammen mit Joachim Lettow
- Peine, Ev.-luth. St.-Jakobi-Kirche, 1898/1899 (Ausmalung und Fenster, original erhalten)